# Tunn filtlav
Tunn filtlav (Peltigera membranacea) är en lavart som först beskrevs av Erik Acharius och fick sitt nu gällande namn av William Nylander. 
Tunn filtlav ingår i släktet Peltigera och familjen Peltigeraceae.  Arten är reproducerande i Sverige. Inga underarter finns listade i Catalogue of Life.

## Källor

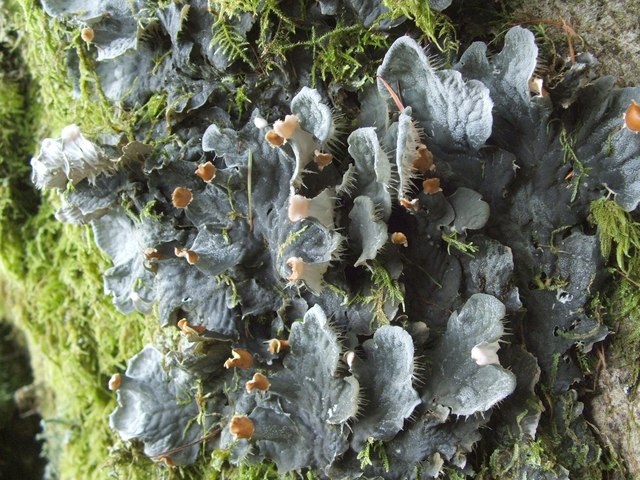
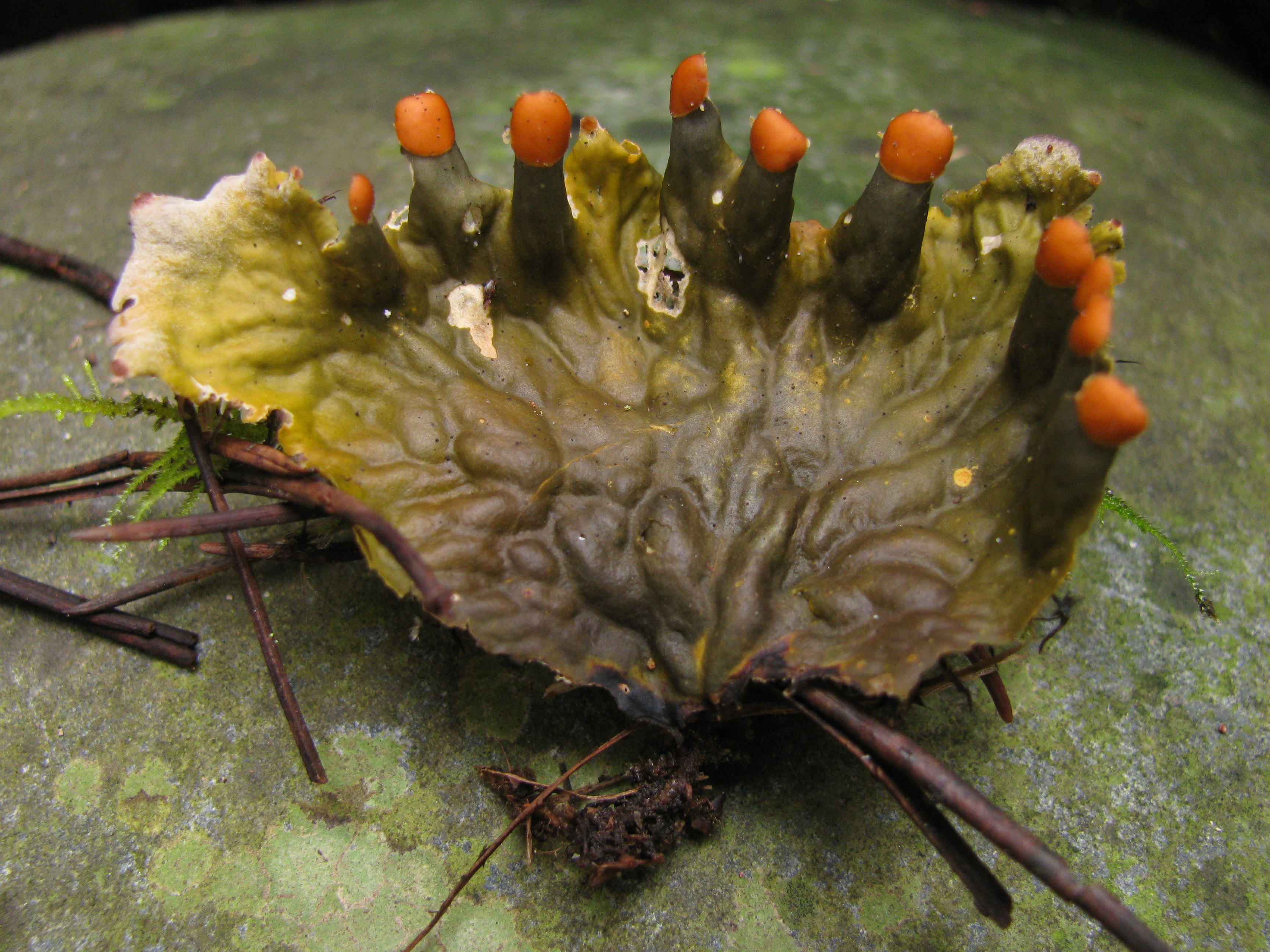
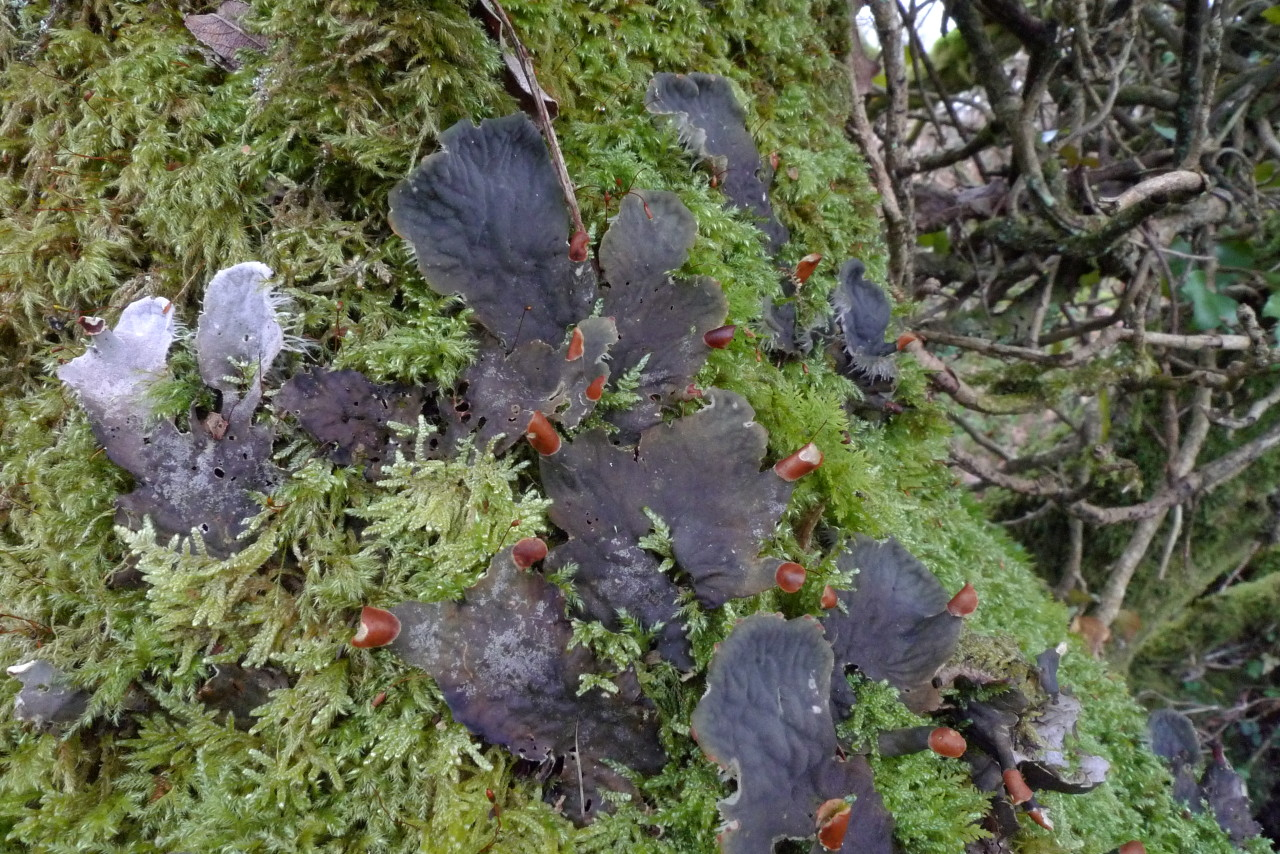
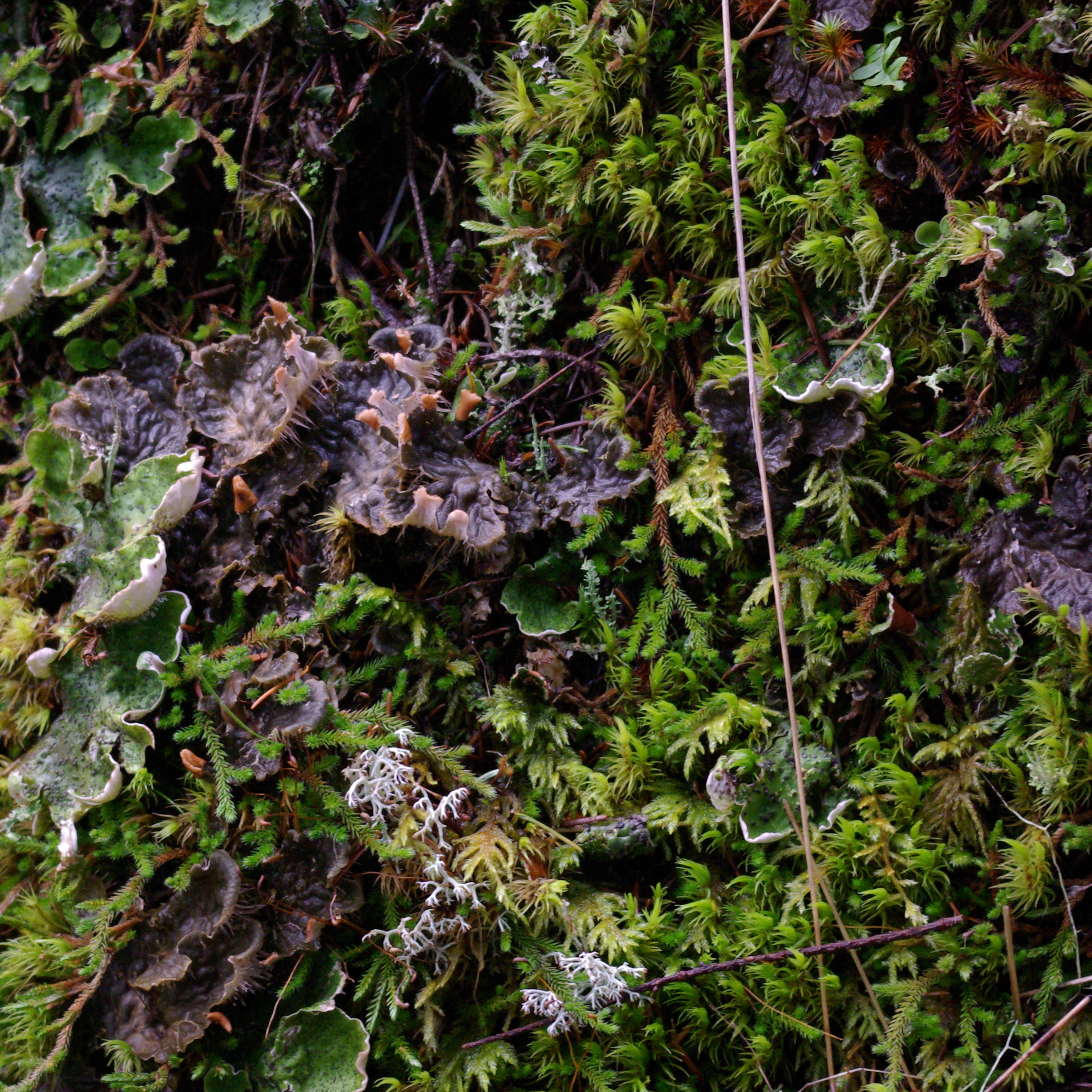
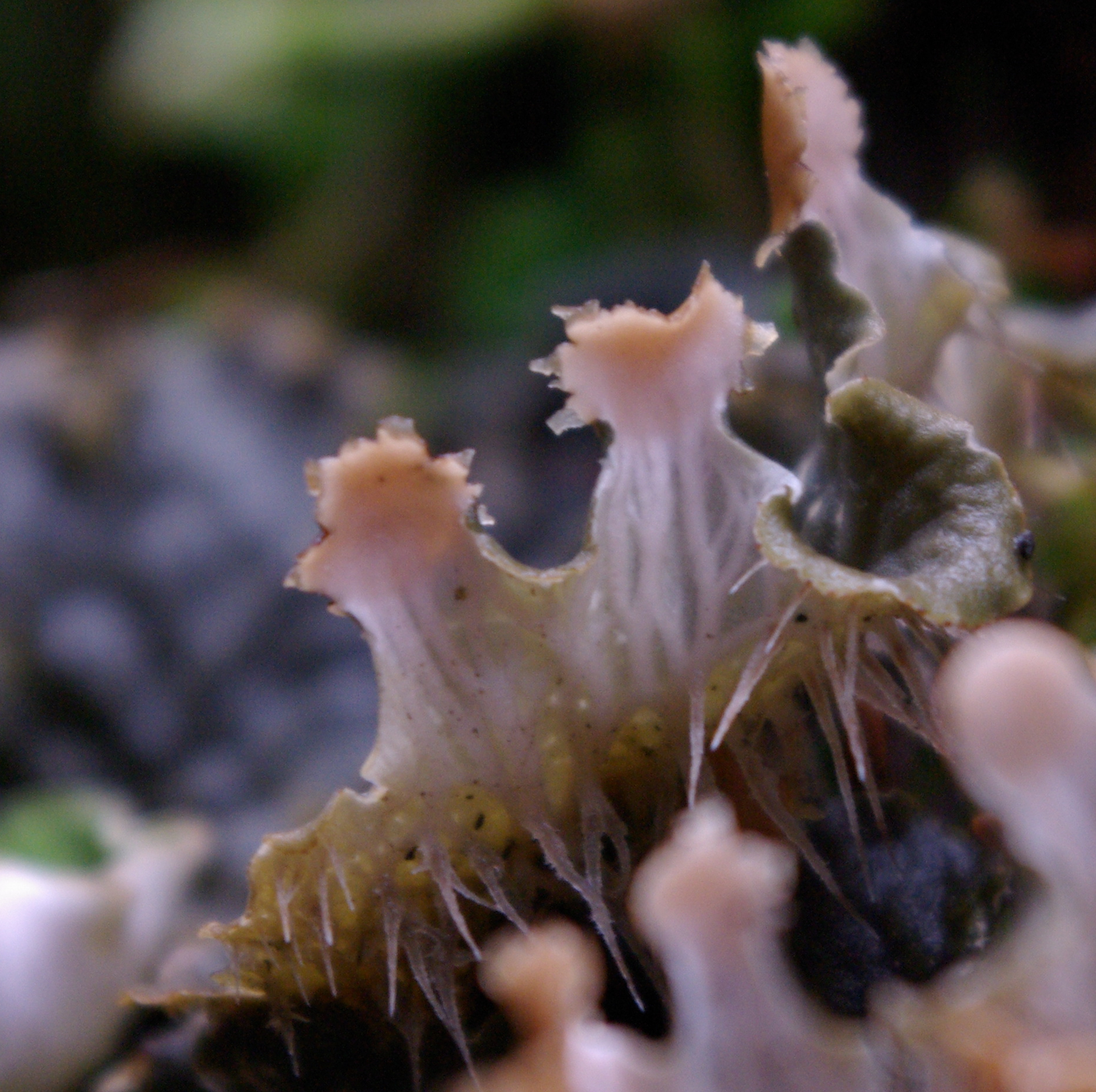
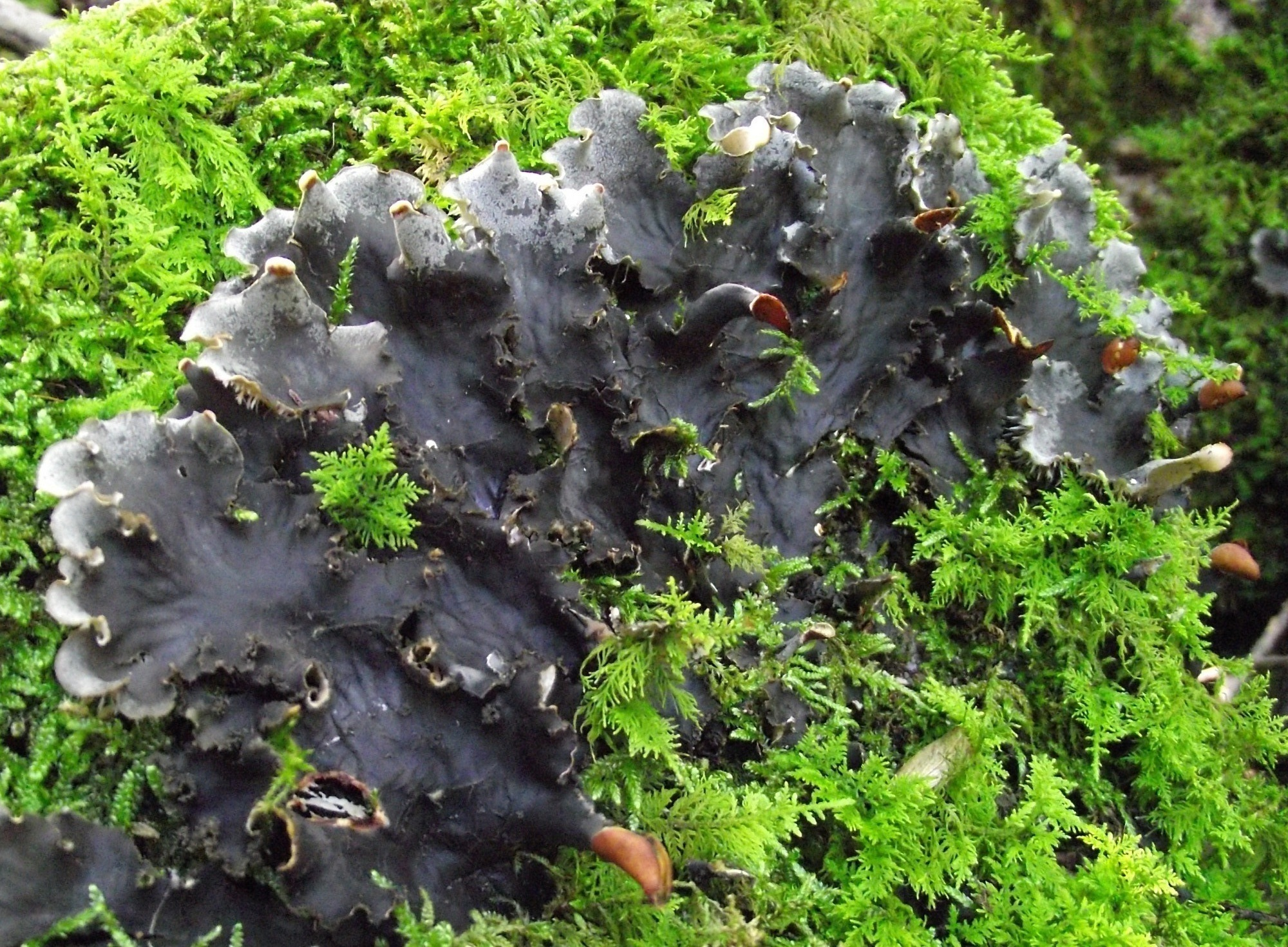